# Alex Polidori
Alex Polidori, noto anche con lo pseudonimo di Alessandro Patriarca (Roma, 16 novembre 1995), è un doppiatore e attore italiano.

## Biografia
Nato a Roma nel 1995, figlio del cantautore Silvano Polidori, recita e frequenta le sale di doppiaggio fin da bambino, essendo fratellastro minore del doppiatore Gabriele Patriarca. A partire dal 2000 ottiene successo in televisione, facendo da spalla a Nino Frassica nei suoi sketch comici in trasmissioni come Domenica in, Sì sì è proprio lui!, Stupido hotel, il Premio Regia Televisiva 2003 e La festa della mamma, collaborazione che ha il suo culmine nella partecipazione al Festival di Sanremo 2003 in cui Polidori, nello sketch TeleScasazza, interpreta il giovanissimo sindaco di Scasazza. Nello stesso periodo partecipa anche ad altri programmi televisivi come Zitti tutti! Parlano loro, Bravo Bravissimo, Bravo Bravissimo Club, e Qua la zampa!. Successivamente ha affiancato Frassica anche nello Zecchino d'Oro 2006. Partecipa inoltre a varie fiction televisive, tra cui Il bello delle donne (2001), Papa Giovanni - Ioannes XXIII (2002) e La sacra famiglia (2006).
Come doppiatore, ottiene i suoi primi ruoli importanti prestando la voce a Nemo in Alla ricerca di Nemo, Koda in Koda, fratello orso (ruolo poi ripreso nel sequel del 2006) e il cangurino Ro che continuerà a doppiare in tutte le sue apparizioni fino al 2010.
Nel 2005 ha partecipato alla fiction Mediaset Ricomincio da me, insieme a Barbara D'Urso, mentre nel 2007 ha preso parte alla sit-com in onda Fiore e Tinelli in onda su Disney Channel, nella quale interpreta Timo Fiore, fratello della protagonista Fiore. Ha vinto il premio "Voce emergente dell'anno" assegnato dai direttori del doppiaggio al Gran Galà del Doppiaggio - Romics 2006.
Ha doppiato Zachary Gordon in Diario di una schiappa, Diario di una schiappa 2 - La legge dei più grandi e Diario di una schiappa - Vita da cani, Tamburino in Bambi 2 - Bambi e il Grande Principe della foresta, Red in Red e Toby 2 - Nemiciamici e Stanley ne I Robinson - Una famiglia spaziale, il protagonista de La guerra dei fiori rossi, Moisés Arias in Hannah Montana, Jonah Bobo in Zathura - Un'avventura spaziale e Pazu nel ridoppiaggio del film Laputa - Castello nel cielo, ruolo che era stato nella precedente edizione del fratello Patriarca.
Nel 2016, anno in cui avvia una carriera parallela come cantautore, doppia Tom Holland nel ruolo di Spider-Man in Captain America: Civil War, dando poi la voce all'attore anche in quasi tutte le sue successive interpretazioni. Inoltre è noto per aver prestato la voce a Timothée Chalamet in film come Chiamami col tuo nome, Piccole donne, Un giorno di pioggia a New York, Lady Bird, Wonka e Dune.

## Filmografia
- Il bello delle donne – serie TV (2001)
- Cuccioli – miniserie TV (2002)
- Papa Giovanni - Ioannes XXIII – miniserie TV (2002)
- Padri – miniserie TV (2002)
- Ricomincio da me – miniserie TV (2005)
- Fiore e Tinelli – serie TV (2007-2009)
- Caldo criminale – film TV (2010)

## Doppiaggio

### Film
- Tom Holland in Locke, Heart of the Sea - Le origini di Moby Dick, Captain America: Civil War, Civiltà perduta, Spider-Man: Homecoming, Avengers: Infinity War, Avengers: Endgame, Spider-Man: Far from Home, Le strade del male, Cherry - Innocenza perduta, Chaos Walking, Spider-Man: No Way Home, Uncharted
- Timothée Chalamet in Natale all'improvviso, Chiamami col tuo nome, Lady Bird, Un giorno di pioggia a New York, Piccole donne, Dune, The French Dispatch of the Liberty, Kansas Evening Sun, Don't Look Up, Bones and All, Wonka, Dune - Parte due, A Complete Unknown
- Barry Keoghan in Dunkirk, Il sacrificio del cervo sacro, American Animals, Hurry Up Tomorrow
- Jimmy Bennett in Amityville Horror, Firewall - Accesso negato, Il mistero della pietra magica
- Zachary Gordon in Diario di una schiappa, Diario di una schiappa 2 - La legge dei più grandi, Diario di una schiappa - Vita da cani
- Justice Smith in Jurassic World - Il regno distrutto, Raccontami di un giorno perfetto, Jurassic World - Il dominio, Dungeons & Dragons - L'onore dei ladri
- Alex Wolff in Hereditary - Le radici del male, Old, Oppenheimer
- Rikiya Otaka in Ring, Ring 2
- Atomu Mizuishi in Fullmetal Alchemist, Fullmetal Alchemist - La vendetta di Scar, Fullmetal Alchemist - Alchimia finale
- Rodrigo Noya in Valentin, Tutto il bene del mondo
- Moisés Arias in Hannah Montana: The Movie, A un metro da te
- Phi Vu in Auguri per la tua morte, Ancora auguri per la tua morte
- Nik Dodani in Escape Room, Caro Evan Hansen
- Jonah Bobo in Dietro l'angolo, Zathura - Un'avventura spaziale
- Blake Woodruff in Una scatenata dozzina, Il ritorno della scatenata dozzina
- Will Ropp in Tornare a vincere, La vita dopo - The Fallout
- Nico Hiraga in Girl Power - La rivoluzione comincia a scuola, Rosaline, Sweethearts
- Kyle Allen in All My Life, The In Between - Non ti perderò
- Mason Gooding in Sognando Marte, Scream, Scream VI
- Austin Abrams in Wolfs - Lupi solitari, Weapons
- Garrett Masuda in Scary Movie 4
- Jimmy O. Yang in Boston - Caccia all'uomo
- Jaden Smith in Ultimatum alla Terra
- Jaeden Martell in Cena con delitto - Knives Out
- Freddie Popplewell in Peter Pan
- Freddie Highmore in 5 bambini e It
- Ellar Coltrane in Boyhood
- Ian Kenny in Sing Street
- Jacob Kogan in Joshua
- Henri Young in Alieni in soffitta
- William Cuddy in Amelia
- Jae Head in Hancock
- Jordan Fry ne La fabbrica di cioccolato
- Charlie Rowe in La bussola d'oro
- Jeremy Mockridge in Le galline selvatiche e l'amore
- Luke Spill in Neverland - Un sogno per la vita
- Maxence Perrin in Les choristes - I ragazzi del coro
- Émile Vallée in C.R.A.Z.Y.
- Antoine-Olivier Pilon in Mommy
- Adrian Wahlen in La magia dell'arcobaleno
- Oliver Jenkins in Miss Potter
- Tarik Frimpong in Il ritorno di Mary Poppins (parte cantata)
- Tyler James Williams in Let It Shine
- Sachet Engineer in Stelle sulla terra
- Blake Cooper in Maze Runner - Il labirinto
- Fin Argus in Nuvole
- Tim Oliver Schultz in Freaks - una di noi
- Ichem Bougheraba in I viziati
- Algee Smith in Mother/Android
- Johan Somnes in Lasciami entrare
- Seamus Davey-Fitzpatrick in Omen-il presagio
- Sebastian Croft in Dampyr
- Aneurin Barnard in Morto tra una settimana (o ti ridiamo i soldi)
- Masanobu Andō in Rurouni Kenshin: The Beginning
- Benjamin Voisin in Estate '85
- Tomaso Saneli in Thanksgiving
- Joshua Okamoto in Saw X
- Michael Barbieri in Halloween Ends
- Caleb Landry Jones in Barry Seal - Una storia americana
- Jharrel Jerome in Moonlight
- Lingchen Ji in Skyfire
- Dong Bowen in La guerra dei fiori rossi
- Hiei Kimura in Nessuno lo sa
- Lee Dong-ho in The Host
- Yuvaan Makaar in Il mio nome è Khan
- Callum Scott Howells in The Beautiful Game
- Maciej Musiałowski in Freestyle
- Jordan Bolger in Tom & Jerry
- Théo Augier Bonaventure in Silver e il libro dei sogni
- Riadh Belaïche in GTMAX
- Tokio Emoto in Perfect Days
- Ben Wang in Karate Kid: Legends

### Film d'animazione
- Danny in Ritorno all'Isola che non c'è
- Ranjan in Il libro della giungla 2
- Nemo in Alla ricerca di Nemo
- Ro in Winnie the Pooh: Tempo di regali, Pimpi, piccolo grande eroe, Winnie the Pooh: Ro e la magia della primavera, Winnie the Pooh e gli Efelanti, Il primo Halloween da Efelante
- Koda in Koda, fratello orso, Koda, fratello orso 2
- Bambino solitario in Polar Express
- Tommy ne La stella di Laura
- Tarzan in Tarzan 2
- Kirikù in Kirikù e gli animali selvaggi
- Tamburino in Bambi 2 - Bambi e il Grande Principe della foresta
- Orsetto polare in Bentornato Pinocchio[3]
- James in L'era glaciale 2 - Il disgelo
- Seghetto in La gang del bosco
- Nicky in Ant Bully - Una vita da formica
- Stanley in I Robinson - Una famiglia spaziale
- Red in Red e Toby 2 - Nemiciamici
- Zane in Astro Boy
- Fernando in Rio, Rio 2 - Missione Amazzonia
- Sparky in Car's Life 2
- Nassor in Frankenweenie
- Antonio Perez in Cattivissimo me 2
- Carl in Alla ricerca di Dory
- Victor in Ballerina
- Jayden in Monster Family
- Charlie Bucket in Tom & Jerry: Willy Wonka e la fabbrica di cioccolato[4]
- Maney in Vampiretto
- Leo in Leo da Vinci - Missione Monna Lisa
- Smudge in Surf's Up - I re delle onde
- Riky in I Lampaclima e l'isola misteriosa
- Lez in La Pallastrike sull'Isola di Pasqua
- Yuri in Zero Zero
- Gioanin in Il re dell'isola
- Gregor in Il nostro amico Charlie
- Rancis Fluggerbutter in Ralph Spaccatutto
- Pazu in Laputa - Castello nel cielo (doppiaggio Lucky Red 2012)
- Jip, il cane in Dolittle[5]
- Jin ne Il piccolo yeti
- Norimichi Shimada in Fireworks
- Pedro in La fiaba infinita
- Ian Lightfoot in Onward
- Arlo Beauregard in Arlo il giovane alligatore
- Jimmy in Entergalactic
- Principe Krel Tarron in Trollhunters - L'ascesa dei Titani
- Gabo in Wish
- John Paul "J.P." Mercer in Craig: il film
- Gongolo in Biancaneve

### Serie televisive
- Jimmy O. Yang in Silicon Valley, Space Force
- Moisés Arias in Hannah Montana, Hannah Montana Forever
- Jessie Usher in The Boys, Gen V
- Alex Tarrant in Il Signore degli Anelli - Gli Anelli del Potere
- Brent Kinsman in Desperate Housewives
- Johannes Nussbaum in L'imperatrice
- John Bell in Doctor Who
- Luke Dimyan in The Chosen
- Jabari Banks in Bel-Air
- Roshon Fegan in A tutto ritmo
- Carlon Jeffery in A.N.T. Farm - Accademia Nuovi Talenti
- Leo Howard in Kickin' It - A colpi di karate
- Billy Unger in Lab Rats
- Felix Mallard in Ginny & Georgia
- Silvan Presler in Summer Days
- Michael Johnston in Teen Wolf
- Brando Pacitto ne La sacra famiglia
- Coy Stewart in Bella e i Bulldogs
- Lance Lim in School of Rock
- Jonny Gray in Bruno & Boots
- Airk Tanthalos in Willow
- Isaiah John in Snowfall
- Thomas Jansen in Hunter Street
- Cankat Aydos in The Protector
- Keir Gilchrist in Atypical
- Austin Crute in Daybreak
- Langston Uibel in Unorthodox
- Miguel Herrán in Élite
- Diego Tinoco in On My Block
- Darren Barnet in Non ho mai...
- Danilo Kamperidis in Come vendere droga online (in fretta)
- Elijah Stevenson in Everything Sucks!
- Carlos Alcaide in La scuola dei misteri
- Drew Starkey in Outer Banks
- Dominic Deutscher in Mako Mermaids - Vita da tritone
- Edvin Ryding in Young Royals
- Dylan Schmid in A Teacher: Una storia sbagliata
- Ted Sutherland in The Walking Dead: World Beyond
- Jon Prasida in Kung Fu
- Omar Maskati in Unbelievable
- Mariano González in Once - Undici campioni
- Kai Bradbury in The imperfects
- Zain Iqbal in Come uccidono le brave ragazze
- Brandon Larracuente in The Good Doctor
- Jacob Romero Gibson in One Piece
- Jack Wolfe in Tenebre e ossa
- Louis Oliver in Inside Man
- Theo Graham in Fate: The Winx Saga
- George Rexstrew in Dead Boy Detectives
- Thabang Molaba in Blood & Water
- Yoav Rothman in Hostages
- Franco Masini in Tutte le volte che ci siamo innamorati
- Mariano González in Once - Undici campioni
- Ian Ousley in Avatar - La leggenda di Aang
- Tom Holland in The Crowded Room
- Eliot Sumner in Ripley
- Robel Tesfamichael in Gormiti - The New Era
- Pepe Barroso in Those About to Die

### Soap opera e telenovelas
- Matteo Balsano in Soy Luna
- Francisco Francia in Heidi Bienvenida
- Guido Messina in Bia

### Film TV
- Milo Manheim in Zombies, Zombies 2, Zombies 3,Zombies 4, Prom Pact, Viaggio a Betlemme
- Damian Hardung in Il nome della rosa
- Charlie Rowe in Neverland - La vera storia di Peter Pan
- Miles Chandler in Empire Falls - Le cascate del cuore
- Fran Berenguer in Besos al aire
- Brando Pacitto in La sacra famiglia
- Connor Paton in Qualcosa di inaspettato
- Jerome Holder in Il lato dolce della vita
- John DeLuca in Teen Beach Movie
- Dominic Scott Kay in La mia fedele compagna
- Bobb'e J. Thompson in Nick e la renna che non sapeva volare
- Moisés Arias in Un papà da salvare
- Matthew Harbour in Genitori in blue jeans - The movie

### Serie animate
- Spider-Man in Spider-Man, Marvel Super Hero Adventures, What If...?, Il vostro amichevole Spider-Man di quartiere
- Ezra Bridger in Star Wars Rebels
- Ono in The Lion Guard
- Sanjay Patel in Sanjay and Craig
- Jay Shmurftin in Rekkit Rabbit
- Kip in Higglytown Heroes - 4 piccoli eroi
- Ro ne I miei amici Tigro e Pooh
- Thomas Taurus / He Is Thomas in Tiger & Bunny
- Finn l'avventuriero in Adventure Time
- Soren Lorenson in Charlie e Lola
- Tegamaru Tanashi in Battle Spirits - Heroes
- Luigi Vendetta in Kick Chiapposky - Aspirante stuntman
- Darren LaChance e Myles Ryan in Inazuma Eleven
- Max in A tutto reality - L'isola di Pahkitew
- Chase in A tutto reality - L'isola: Il ritorno
- Gossamer in The Looney Tunes Show
- Puff Puff in Tickety Toc
- Jake Wendell in Crash Canyon
- Luc in Looped - È sempre lunedì
- Sparrowmon in Digimon Fusion Battles
- Ombra in Sissi, la giovane imperatrice
- Hawk Biancaneve in Regal Academy
- Achiral in Pretty Guardian Sailor Moon Crystal
- Jim in World of Winx
- Miles Morales / Spider-Man in Ultimate Spider-Man
- Ojo in Perduti a Oz
- Cucciolo in 44 gatti
- Mikhail in Sirius the Jaeger
- Krel Tarron in Trollhunters - I racconti di Arcadia, 3 in mezzo a noi - I racconti di Arcadia
- Ciuffi in Topo Tip
- John Paul "J.P." Mercer in Craig[6]
- Taylor in Pacific Rim - La zona oscura
- Andrè Furiki in Furiki Wheels
- Synth e Demo in Trolls: TrollsTopia
- Dale in Fairfax
- Tōji Suzuhara in Neon Genesis Evangelion (doppiaggio Netflix)
- Principe Adam / He-Man In He-Man and the Masters of the Universe
- San Pietro in Hazbin Hotel
- Jin ne Il piccolo yeti e la città invisibile
- Agent Spider in Invincible[7]
- Subaru Natsuki in Re:Zero - Starting Life in Another World
- Yi Xing in Secret Level

### Videogiochi
- Iron Fist e Nova in LEGO Marvel's Avengers
- Nemo in Alla ricerca di Nemo[8]
- Koda in Koda, fratello orso
- Peter Parker / Spider-Man in Fortnite[9]
- Finn l'avventuriero in MultiVersus[10]
- Roo in Winnie The Pooh e le Pance Brontolanti
- Carlos in PAW Patrol World (2023)[11]

## Discografia

### Singoli
- 2016 – Va tutto bene
- 2018 – Non lo faccio apposta (Cantieri Sonori)
- 2018 – Genitori in affitto (Cantieri Sonori)
- 2019 – Paranoico (Cantieri Sonori)
- 2020 – Virus bastardo (Simba)
- 2020 – Mare di plastica
- 2020 – Madagascar (con Dima)
- 2020 – Emily (con Dima)
- 2021 – Al Bano e Romina (con Dima)
- 2022 – Aria (con Blood Soup) (Satellite Records)
- 2022 – Batistuta (La Moon Records)
- 2022 – Zeropare (La Moon Records)
- 2023 – Come nebbia (La Moon Records)
- 2023 – Guida a destra (La Moon Records)
- 2023 – Zanzare (La Moon Records)
- 2023 – Centocelle
- 2024  – Gianfranco
- 2024  – Caramelle per la voce
- 2024  – La Wave (con Dima)

## Premi
- "La Voce di Cartoonia 2021" - Anello d'oro per Miglior Voce nei Cartoni Animati e Prodotti di Animazione - Ian Lighfoot (Tom Holland) in Onward - Oltre la magia[12]
- "La Musa d'Oro 2022" - per Miglior Doppiatore Cinema per Tom Holland (Peter Parker) in “Spider-man: no way home”
- "La Musa d'Oro 2025" - premio speciale Nerd Show Bologna[13]